# Gabriela Stoeva
Gabriela Stoeva (búlgar: Габриела Стоева) és una esportista búlgara que competeix en bàdminton en la categoria de dobles. La seva parella actual és la seva germana menor, Stefani Stoeva. Les germanes han guanyat alguns títols, incloent una medalla d'or en els Jocs Europeus de 2015.